# Историја српске књижевности за децу (књига)
Историја српске књижевности за децу је књига Тихомира Петровића, историчара књижевности, објављена 2008. године у издању Змајевих дечјих игара из Новог Сада.

## О аутору
Тихомир Петровић (Бошњаце код Лесковаца, 12. новембар 1949). Основну школу похађао je  у родном месту, гимназију у Лесковцу, Вишу педагошку школу у Нишу, Филолошки факултет Универзитета у Београду. Магистрирао је на Филолошком факултету, на смеру Наука о књижевности, Докторску тезу под називом Књижевна критика о српској књижевности за децу одбранио  je 1990. године. Аутор је следећих књига: Огледи и критике из књижевности и језика (1993), Реторика (2006), Историја српске књижевности за децу (2001), Увод у књижевност (2009), Истеорија књижевности за децу (2008), Тамно огледало – огледи о читуљи (2008), Говори и критике (2009), Увод у књижевност (2009), Увод у књижевност за децу (2011), Срећа се радом стиче – пословице о раду (2012), Рад, изнад свега (2013), Иво Андрић о сиротињи (2015), Човек и дело (2016).

## О књизи
Српска књижевност за децу имала је свој дуги ток, и развој, и своје врхунце и падове. Књига Историја српске књижевности за децу представља сабрано систематско и свестрано изучавање књижевности за децу. То је књига која обухвата целину српске дечје књижевности, од самих почетака до данашњих дана.
Књига Тихомира Петровића Историја српске књижевности је прва у свом жанру настала у Србији. Својим одликама она је незаобилазна литература за даље проучавање српске дечје књижевности.
Аутор је обухватио двовековну историју српске књижевности за децу  спретно применивши више метода чији је циљ свестраност приказивања свих релавантних појава и писаца који чине ову историју. Подједнако је примењивао социолошки, књижевноисторијски и књижевнокритички метод када је описивао друштвено-економске околности у којима се рађала и егзистирала српска дечја књижевност. Даље је критички процењивао естетске домете дела и писаца који су писали за децу. Исто тако је регистровао све публикације, часописе и листове, који су се бавили објављивањем текстова из дечје књижевности, не заборављајући ни овде да критички процењује књижевну и културно-историјску вредност тих публикација.
Грађу о историји српске књижевности за децу Петровић презентовао кроз целине које су повезане у јединствен тематски и мисаоно методолошки концепт. У излагању је пошао од народне књижевности, у првом реду од бајки и басана, преко Доситејевих текстова посвећених деци, и још много других стваралаца на дечјој књижевности из доба романтизма. Посебан део је посветио првом великом писцу за децу, Јовану Јовановићу  Змају.
Следе поглавља у књизи у којима су представљени аутори и књижевност за децу међуратног периода и периода друге половине двадесетог века, новијег периода, као и период поезије новог времена и сензибилитета: Десанка Максимовић, Гвидо Тартаља, Бранислав Нушић, Александар Вучо, Бранко Ћопић, Мира Алечковић, Воја Царић, Драган Лукић, Момчило Тешић, Мирослав Антић, Љубивоје Ршумовић, Милован Данојлић, Душан Радовић, Данило Киш, Милован Витезовић, Перо Зубац, Мирослав Настасијевић, Лаза Лазић, Гроздана Олујић, Душко Трифуновић, Ранко Рисојевић, Момо Капор, као и многи други.